# Балака, Хосе
Хосе Балака-и-Каррион (исп. José Balaca y Carrión) (1800, Картахена, Испания — 19.11.1869, Мадрид, Испания) — испанский живописец-портретист XIX века, кавалер португальского ордена Вильявисиоза. Отец художников Эдуардо и Рикардо Балака.

## Биография
Хосе Балака родился в Картахене в 1800 (по другой версии в 1810) году. Увлечение живописью в жанре портретной миниатюры переросло в профессиональную деятельность. В 28 лет художник переехал в Мадрид и поступил в Королевскую академию изящных искусств Сан-Фернандо.  В 1844 году, вместе с беременной женой, эмигрировал в Португалию. В Лиссабоне у супругов родился младший сын Рикардо. Затем некоторое время жил в Англии и во франции. В 1850 году вернулся в Испанию.
Его миниатюрные портреты имели большой успех в Португалии, Англии и во Франции. На родине художник участвовал в многочисленных выставках, посвященных национальному портрету. Среди его работ особое место занимает портрет Марии II, королевы Португалии, за который он был награждён орденом Вильявисиоза.
В Музее изобразительных искусств Мурсии экспонируется «Портрет дамы» (1850—1860) кисти Хосе Балаки, а в Картахене находятся два его полотна — «Портрет солдата» и «Автопортрет».
Он умер 19 ноября 1869 года в Мадриде, в Испании.